# Juan José Segura-Sampedro
Juan José Segura-Sampedro (* 4. September 1985 in Spanien) ist ein spanischer Chirurg und Forscher am Hospital Universitario Son Espases Mallorca in Spanien.

## Biografie
Segura-Sampedro arbeitet als außerordentlicher Professor für Chirurgie an der Universität der Balearen. Sein Arbeitsschwerpunkt sind Forschungen zu schweren Traumata, die auf das Balconing-Phänomen zurückzuführen sind. Zudem ist er für seine Präventionskampagne in Zusammenarbeit mit dem britischen Außenministerium zu dem Thema bekannt.

## Balconing
Segura-Sampedro und sein Team haben das Balconing-Phänomen erstmals 2017 beschrieben und ihre Daten in einem Artikel mit dem Titel Balconing: Ein alkoholbedingter Wahnsinn veröffentlicht, der Touristen verletzt. Charakterisierung des Phänomens. in der Zeitschrift Injury. Die Forscher wiesen auf Alkoholmissbrauch als Hauptrisikofaktor für dieses schwere Trauma hin. Er wies auch darauf hin, dass Iren und Briten am wahrscheinlichsten unter dieser Art von Traumata leiden und in den Ferien und in der Nähe von Balkonen in Irland, Großbritannien und Spanien unterschiedliche Kampagnen gegen Alkohol auslösen. Nach der Veröffentlichung des Papiers wurde in Zusammenarbeit mit dem britischen Außenministerium eine Präventionskampagne entwickelt, in der Segura-Sampedro mit britischen Jugendlichen darüber sprach, wie man Verletzungen vermeidet und nicht Opfer dieses Phänomens wird. Danach nahm Segura-Sampedro an ähnlichen Kampagnen im irischen RTE-Fernsehen und im britischen BBC-Fernsehen teil, in denen er das Balconing und seine Konsequenzen für das Programm Victoria Derbyshire erklärte.
Die wichtigsten Entdeckungen von Segura-Sampedro u. a. Ergebnisse in Bezug auf Balconing, wo die Untergruppe der Bevölkerung, die darunter leidet, männliche Touristen aus Nordeuropa und seine Beziehung zu Alkohol- und Drogenmissbrauch. Diese Ergebnisse haben die balearischen Behörden zu neuen Richtlinien zur Kontrolle des Alkoholkonsums geführt, um die Unfallrate zu verringern. Die balearische Regierung befürchtet, dass All-in-Pauschalreisen zu Trunkenheit und unsozialem gefährlichem Verhalten führen könnten.
Als Ergebnis dieser Forschung und ihrer Auswirkungen in Calvià wurde er 2018 für seinen herausragenden Beitrag zur Verbesserung der Sicherheit der Besucher mit seinen Forschungen und Kampagnen gegen den unhöflichen Tourismus in Calvià mit dem Verdienstorden der Polizei von Calvià ausgezeichnet.

## Onkologische Chirurgie und Innovation
Er forschte im Rahmen der Forschungsgruppe „Fortgeschrittene Chirurgie und Transplantation, Zelltherapie und Bioingenieurwesen in der Chirurgie“ des Instituts für Biomedizin von Sevilla (IBiS). Dort konzentrierte er seine Untersuchung auf Biomaterialien auf Alginatbasis und Wachstumsfaktoren für die Geweberegeneration. Seine Arbeit auf diesem Gebiet unter Verwendung von PRGF in Fistula-in-Ano verlieh ihm 2016 einen Doktorgrad von der Universität Sevilla.
Am Son Espases University Hospital konzentrierte sich seine Forschung auf onkologische Chirurgie (zytoreduktive Chirurgie und HIPEC) und Unfallchirurgie.
Er hat eine App für chirurgische Patienten und ein neues Packungssystem zur Kontrolle von Leberblutungen nach einem stumpfen Trauma entwickelt und patentiert.
Er hat einen Hirsch-Index von 13 und hat mehr als 60 Forschungsarbeiten in Fachzeitschriften veröffentlicht.

## Verdienste und Auszeichnungen
Für seine Forschungsarbeiten zur Morbidität im Zusammenhang mit Leberresektion und -transfusion während zytoreduktiver Operationen und HIPEC wurde er 2019 mit dem Forschungspreis „Mateu Orfila“ des Balearic Official Medical College ausgezeichnet. Für seine Forschungsarbeiten an einem neuen Gerät „für Leberschäden Grad IV – V im Schweinemodell“ wurde er 2020 mit dem Forschungspreis "Metge Matas" des Balearic Official Medical College ausgezeichnet.
Er war einer der spanischen Wissenschaftler, die aufgrund seiner Fortschritte bei der telematischen Nachsorge für chirurgische Patienten zum Gipfeltreffen der Singularity University in Spanien eingeladen wurden.
Er war Gründer und ist aktueller Mitherausgeber der Fachzeitschrift Annals of Mediterranean Surgery.
Er ist Mitglied des Komitees der Europäischen Gesellschaft für Chirurgische Onkologie und Mitglied des spanischen Kapitels der Weltgesellschaft für Notfallchirurgie.

## Bücher
- Factibilidad y seguridad del plasma rico en factores de crecimiento (PRGF) en el tratamiento de la fístula anal criptoglandular. 2. Auflage. Createspace Independent Pub, 2016, ISBN 978-1-5372-4192-0.
- Tratamiento actual del tumor neuroendocrino de recto. 2. Auflage. CreateSpace Independent Publishing Platform, 2011, ISBN 978-1-5305-1249-2.

## Einzelbelege
1. ↑  Universitat de les Illes Baleares.
2. ↑  Enrique Fueris: Juan José Segura: “A los del balconing les han vendido el cuento de la inmortalidad juvenil”. Interview. In: El Mundo. 9. September 2018, abgerufen am 5. März 2022 (spanisch).
3. ↑  Graham Keeley: Spanish surgeon warns holiday Britons off fatal balcony. In: The Times. 12. Mai 2018, abgerufen am 5. März 2022 (englisch).
4. ↑  Juan José Segura-Sampedro, Cristina Pineño-Flores, Jose María García-Pérez, Patricia Jiménez-Morillas, Rafael Morales-Soriano: Balconing: An alcohol-induced craze that injures tourists. Characterization of the phenomenon. In: Injury. Band 48, Nr. 7, Juli 2017, ISSN 1879-0267, S. 1371–1375, doi:10.1016/j.injury.2017.03.037, PMID 28377264.
5. ↑  Dangerous craze: surgeon warns on balcony-jumping trauma in Balearic Islands. In: thelocal.es. 23. Juli 2018, abgerufen am 2. November 2020.
6. ↑  Alcohol Awareness: Booze and balconies don´t mix. In: Alcohol Awareness. 5. August 2018, abgerufen am 2. November 2020 (englisch).
7. ↑  20minutos: El doctor Segura impulsa una campaña contra el ‘balconing’ en Reino Unido: “Son chicos sanos que destrozan su vida”. 17. Mai 2018, abgerufen am 2. November 2020 (spanisch).
8. 1 2  Guy Hedgecoe in Madrid: Spanish authorities struggle to counter ‘balconing’ trend. Abgerufen am 2. November 2020 (englisch).
9. ↑  Prime Time – Contravening Planning Laws, Balconing, EU Immigrants. 28. Juni 2018 (rte.ie [abgerufen am 2. November 2020]).
10. ↑  Victoria speaks to model and mum-of-one Chloe Ayling, who was kidnapped in Italy and held for six days as her captor tried to sell her as a sex slave on the dark web. In: bbc.co.uk. 16. Juli 2018, abgerufen am 2. November 2020 (englisch, nicht einschlägig).
11. ↑  Local Police of Calvià Day. Abgerufen am 2. November 2020.
12. ↑  Iñaki Moure: Un hotelero y un profesor, distinguidos por la Policía de Calvià. 19. November 2018, abgerufen am 2. November 2020 (spanisch).
13. ↑  ORCID: Juan José Segura-Sampedro (0000-0003-0565-3791). In: orcid.org. Abgerufen am 2. November 2020 (englisch).
14. ↑  Vitamina 3 | Vitamina 3 – 20181214180401. In: ib3.org. Abgerufen am 2. November 2020 (spanisch).
15. ↑  Research groups. In: idisba.es. Abgerufen am 2. November 2020 (spanisch).
16. ↑  Scarcheck. 29. September 2017, abgerufen am 2. November 2020 (spanisch).
17. ↑  Patentanmeldung  WO2019137931A1: Device for organ packing. Angemeldet am 9. Januar 2019, veröffentlicht am 18. Juli 2019, Anmelder: Servei de Salut de las Illes Baleares, Erfinder: Juan José Segura Sampedro, Francesc Xavier Gónzalez Argente, Jesús Cañete Gómez, Julio Reguera Rosal.‌
18. 1 2  Juan José Segura-Sampedro, Cristina Pineño-Flores, Andrea Craus-Miguel, Rafael Morales-Soriano, Francesc Xavier González-Argente: New hemostatic device for grade IV-V liver injury in porcine model: a proof of concept. In: World journal of emergency surgery: WJES. Band 14, 2019, ISSN 1749-7922, S. 58, doi:10.1186/s13017-019-0277-7, PMID 31889989, PMC 6916102 (freier Volltext).
19. ↑  Hígados (humanos) envasados al vacío. In: diariodemallorca.es. 20. Januar 2019, abgerufen am 2. November 2020 (spanisch).
20. ↑  Juan José Segura-Sampedro. Abgerufen am 2. November 2020.
21. ↑  Scopus preview - Segura-Sampedro, Juan Jose - Author details - Scopus. In: scopus.com. Abgerufen am 2. November 2020.
22. ↑  Juanjo Sánchez: Col·legi Oficial de Metges de les Illes Balears. Abgerufen am 2. November 2020 (europäisches Spanisch).
23. ↑  C. Soldevila-Verdeguer, J. J. Segura-Sampedro, C. Pineño-Flores, P. Sanchís-Cortés, X. González-Argente: Hepatic resection and blood transfusion increase morbidity after cytoreductive surgery and HIPEC for colorectal carcinomatosis. In: Clinical & Translational Oncology: Official Publication of the Federation of Spanish Oncology Societies and of the National Cancer Institute of Mexico. Band 22, Nr. 11, November 2020, ISSN 1699-3055, S. 2032–2039, doi:10.1007/s12094-020-02346-2, PMID 32277348.
24. ↑  Juanjo Sánchez: Col·legi Oficial de Metges de les Illes Balears. In: comib.com. Abgerufen am 2. November 2020 (europäisches Spanisch).
25. ↑  Europa Press: Dos expertos del Virgen del Rocío, únicos españoles en ‘Singularity University Summit Spain’. In: europapress.es. 12. März 2015, abgerufen am 2. November 2020 (spanisch).
26. ↑  Editorial Team. In: uib.cat, abgerufen am 5. März 2022.
27. ↑  Annals of Mediterranean Surgery. In: uib.cat. Abgerufen am 2. November 2020.
28. ↑  ESSO. Communications Committee. In: essoweb.org. Abgerufen am 2. November 2020.
29. ↑  National Chapters | World Society of Emergency Surgery. Abgerufen am 2. November 2020.

| Personendaten    | Personendaten                                                         |
| ---------------- | --------------------------------------------------------------------- |
| NAME             | Segura-Sampedro, Juan José                                            |
| ALTERNATIVNAMEN  | Segura Sampedro, Juan José                                            |
| KURZBESCHREIBUNG | spanischer Chirurg und Forscher am Hospital Universitario Son Espases |
| GEBURTSDATUM     | 4. September 1985                                                     |
| GEBURTSORT       | Spanien                                                               |